# Allqa Quta
Allqa Quta (Allka Kkota) är en sjö i Bolivia.   Den ligger i departementet La Paz, i den västra delen av landet, 500 kilometer nordväst om huvudstaden Sucre. Allqa Quta ligger 4 537 meter över havet.